# فالدو
فالدو (بالبرتغالية: Valdomiro Soares Eggres‏) هو لاعب كرة قدم برازيلي في مركز الهجوم، ولد في 8 فبراير 1988 في أليجريت في البرازيل. لعب مع نادي إيتوانو ونادي بوا إيسبورت ونادي فيرانوبوليس ونادي كريسيوما.

## وصلات خارجية
- فالدو على موقع قاعدة بيانات كرة القدم.إي يو (الإنجليزية)
- فالدو على موقع Soccerway.com (الإنجليزية)
- فالدو على موقع عالم كرة القدم.نت (الإنجليزية)